# Оук Трејл Шорс (Тексас)
Оук Трејл Шорс (енгл. Oak Trail Shores) насељено је место без административног статуса у америчкој савезној држави Тексас.

## Демографија
По попису из 2010. године број становника је 2.755, што је 280 (11,3%) становника више него 2000. године.
| Група             | 2000.         | 2010.         |
| Белци             | 1.980 (80,0%) | 1.840 (66,8%) |
| Афроамериканци    | 19 (0,8%)     | 34 (1,2%)     |
| Азијати           | 0 (0,0%)      | 9 (0,3%)      |
| Хиспаноамериканци | 438 (17,7%)   | 835 (30,3%)   |
| Укупно            | 2.475         | 2.755         |